# Georg Steinhauser (Radsportler)
Georg Steinhauser (* 21. Oktober 2001 in Lindenberg im Allgäu) ist ein deutscher Radrennfahrer.

## Werdegang
Mit dem Radsport begann Steinhauser auf dem Mountainbike beim SC Scheidegg. Im Jahr 2015 wechselte er zur Rad-Union Wangen. Als Juniorenfahrer gewann Steinhauser unter anderen die Gesamtwertung der Ain Bugey Valromey Tour und wurde 18. des Straßenrennens der Weltmeisterschaften.
Im Erwachsenenbereich schloss sich Steinhauser 2020 dem österreichischen UCI Continental Team Tirol KTM an. Für diese Mannschaft wurde er 2021 Gesamtzweiter der Bulgarien-Rundfahrt und gewann die Nachwuchswertung. Bei dem anschließenden U23-Etappenrennen Giro della Valle d’Aosta gewann er nach langer Alleinfahrt die Bergankunft der Abschlussetappe. Anschließend belegte er in der Nachwuchswertung der Tour de l’Avenir und beim U23-Rennen der Lombardei-Rundfahrt jeweils Platz 3.
Zur Saison 2022 wechselte Steinhauser, der von Michele Bartoli trainiert wird, zum UCI WorldTeam EF Education-EasyPost. 2023 wurde er Sechster des UCI-WorldTour-Rennens Eschborn–Frankfurt und Dritter der Route d’Occitanie, bei der er die Nachwuchswertung gewann.
Beim Giro d’Italia 2024 gab er sein Grand-Tour-Debüt und gewann am 22. Mai die 17. Etappe, die mit einer Bergankunft am Passo Brocon zu Ende ging. In der Gesamtwertung belegte er schlussendlich den 33. Gesamtrang.

## Privates
Georg Steinhauser ist der Sohn des ehemaligen Radrennfahrers Tobias Steinhauser. Seine Tante Sara war zehn Jahre mit Jan Ullrich verheiratet. Neben seiner Radsportkarriere absolviert er eine Ausbildung zum Metallbauer.

## Erfolge
2019
- eine Etappe und Bergwertung Saarland Trofeo
- Gesamtwertung und eine Etappe Ain Bugey Valromey Tour
- eine Etappe Oberösterreich-Juniorenrundfahrt

2021
- Nachwuchswertung Bulgarien-Rundfahrt
- eine Etappe Giro della Valle d’Aosta

2022
- Mannschaftszeitfahren Tour de l’Avenir

2023
- Nachwuchswertung Route d’Occitanie

2024
- eine Etappe Giro d’Italia

## Grand Tour-Platzierungen
| Grand Tour            | 2024 | 2025 |
| --------------------- | ---- | ---- |
| Giro d’ItaliaGiro     | 33   | 74   |
| Tour de FranceTour    | –    |      |
| Vuelta a EspañaVuelta | –    |      |